# Olevsk
Olevsk (ukrajinsky Олевськ, rusky Олевск, polsky Olewsk) je město v Žytomyrské oblasti na Ukrajině. K roku 2015 v něm žilo přes deset tisíc obyvatel.

## Poloha
Olevsk leží v historické oblasti Polesí na řece Uborti, pravém přítoku Pripjati v povodí Dněpru. Od Žytomyru, správního střediska oblasti, je vzdálen přibližně 170 kilometrů severně.

## Dějiny
Olevsk je jedním z nejstarších volyňských měst a podle pověstí byl založen v roce 977. První písemná zmínka je až z roku 1488. Od roku 1641 je městem.
Do roku 1792 byl součástí Polsko-litevské unie a pak připadl do Volyňské gubernie Ruského impéria. Po první světové válce byl krátce součástí druhé Polské republiky, ale od března 1920 připadl po bojích Ukrajinské sovětské socialistické republice, kde se stal sídlem městského typu.
Za druhé světové války obsadilo Olevsk v létě 1941 nacistické Německo, v rámci kterého patřil do Říšského komisariátu Ukrajina. Rudá armáda dobyla město zpět v roce 1944.